# Goethe en la campanya romana
Goethe en la campanya romana (en alemany: Goethe in der Campagna) és un oli sobre tela realitzat pel pintor i gravador alemany Johann Heinrich Wilhelm Tischbein en 1787.
És una de les pintures més populars a Alemanya. Mostra a Johann Wolfgang von Goethe durant el seu primer viatge a Itàlia en 1786. Aquest retrat va ser venut per un col·leccionista privat a l'Städelsches Kunstinstitut und Städtische Galerie (conegut col·loquialment com a Städel-Museum), Frankfurt del Main, el 1887, on es conserva des de llavors.

## Weblinks
- Städel-Museum Frankfurt am Main
- Städel-Museum, Frankfurt am Main: Goethe in der römischen Campagna
- Jutta Assel, Georg Jäger: Goethe-Motive auf Postkarten: Tischbeins „Goethe in der Campagna“ (Data de consulta: 19 de Juny del 2009)